# Streamline Moderno

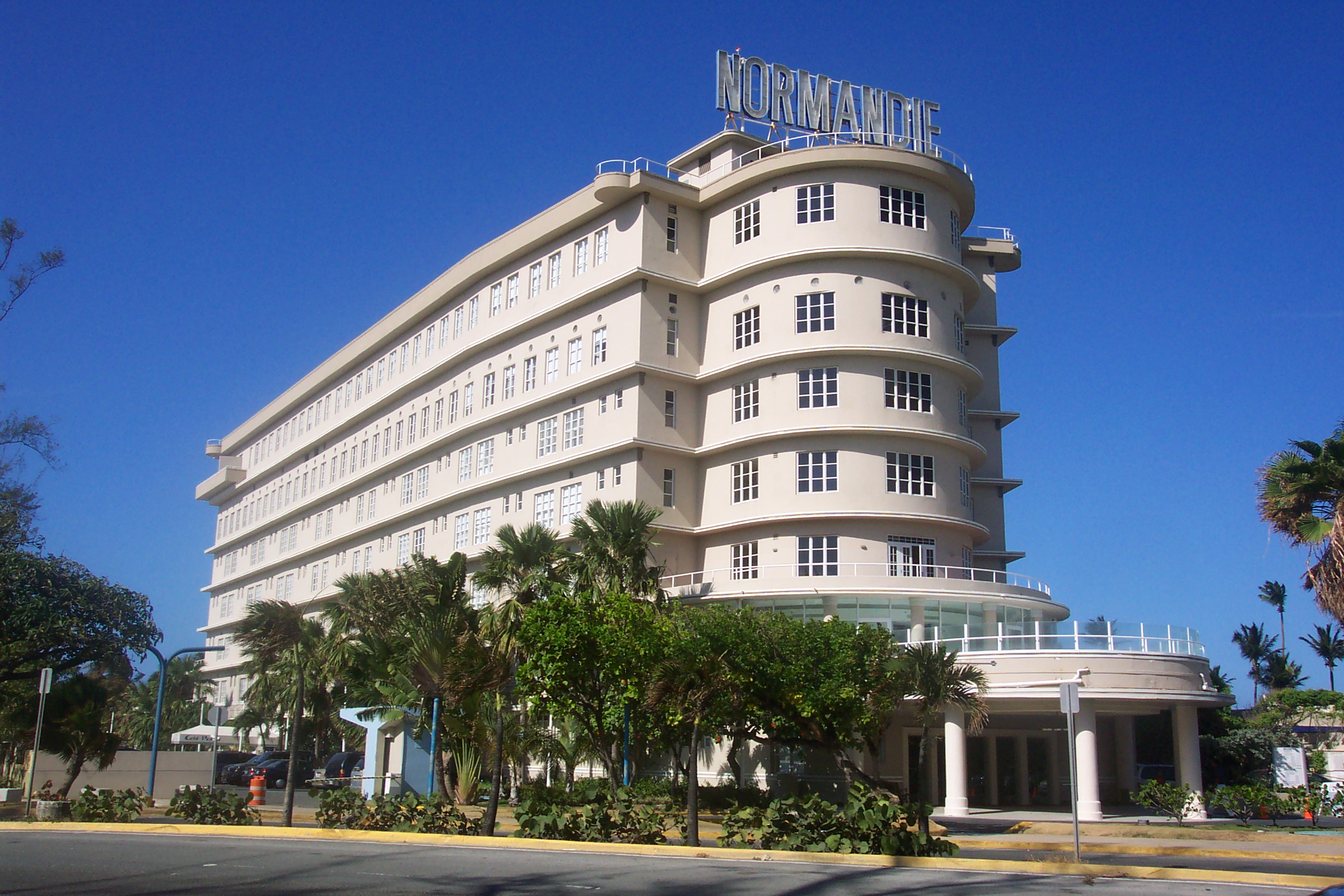
Il Normandie Hotel a San Juan, ispirato all'omonimo transatlantico

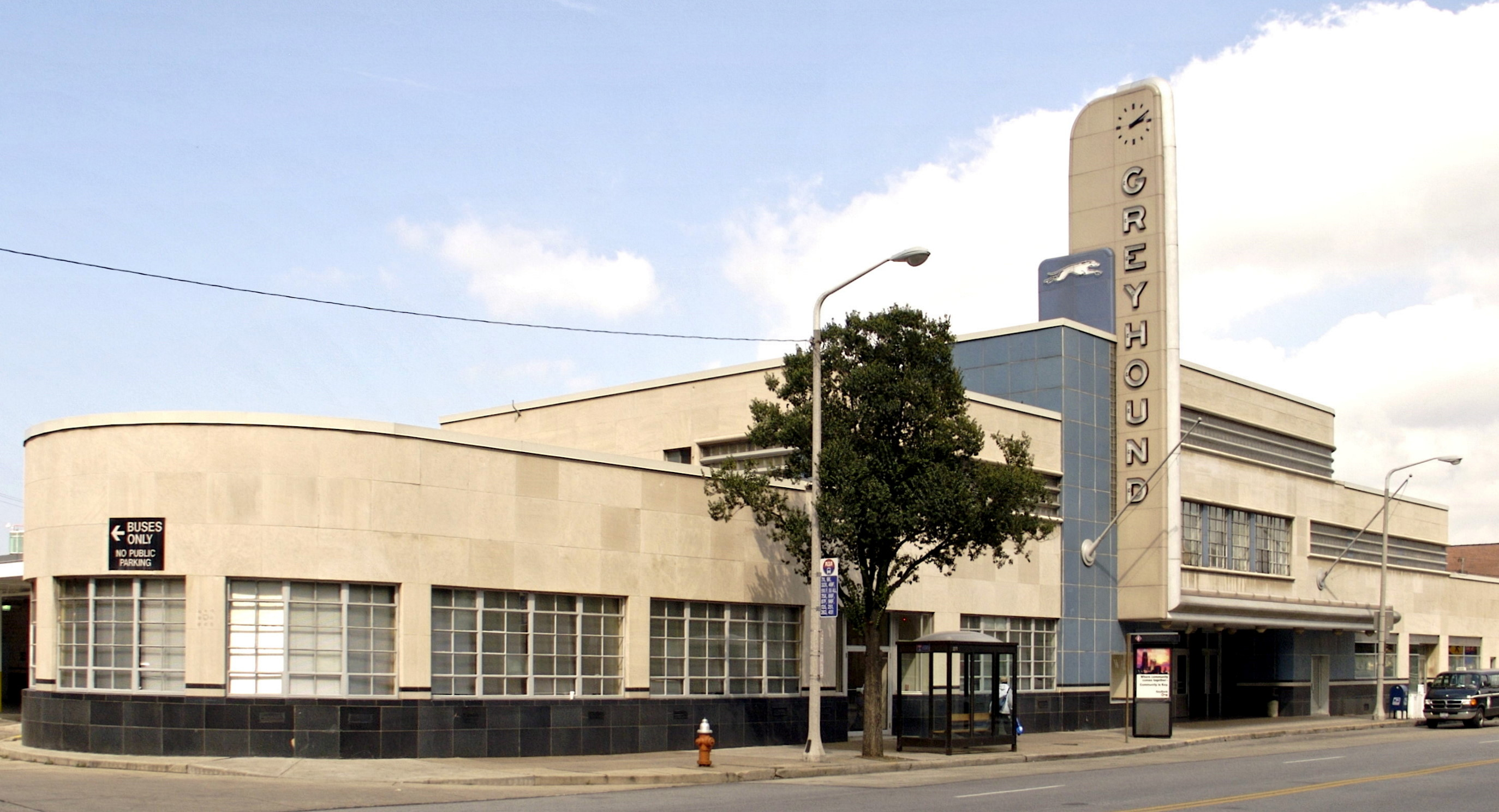
Terminale degli autobus Greyhound a Cleveland

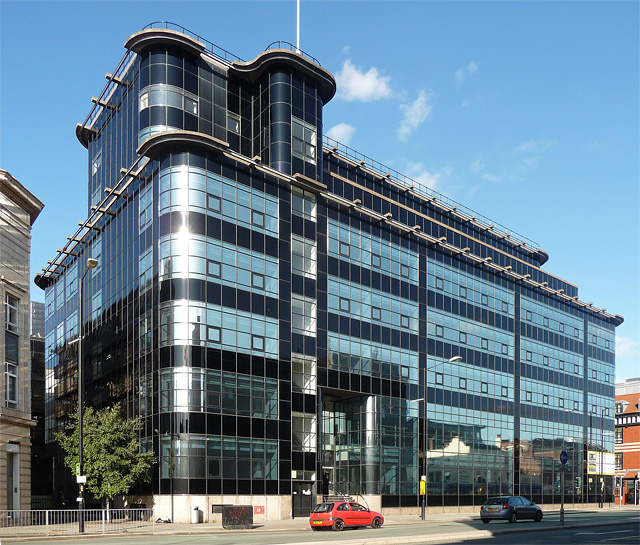
La sede del Daily Express a Manchester (1939)

Lo stile Streamline Moderno (dalla dizione inglese Streamline Moderne, anche chiamato Art Moderne) fu una derivazione dell'ultimo periodo decò che si sviluppò negli anni '30, rappresentandone una versione semplificata e meno pesante. Il suo stile architettonico enfatizza le forme curve, lunghe linee orizzontali ed alcuni elementi nautici.
Si afferma prevalentemente negli Stati Uniti: architetti e designer americani, dopo la Grande Depressione del 1929, preferiscono funzionalità ed efficienza. La produzione di massa, rilanciata dal New Deal di Roosevelt, permise la diffusione di nuovi prodotti di consumo, come gli elettrodomestici, il cui design fu ispirato dalle forme aerodinamiche di aerei, automobili, treni e navi.

## Ispirazione, nascita e diffusione
Attorno al 1919 in Europa si diffonde una tendenza culturale e artistica che punta ad esprimere lo spirito del nuovo secolo attraverso il rinnovamento delle forme, nell’architettura e nelle arti applicate. Nel campo del design, il Razionalismo si distingue per la semplificazione morfologica delle linee e per l’uso di materiali come il tubolare d’acciaio, che identifica il lavoro dei principali esponenti del movimento Adolf Loos, Le Corbusier, Mies Van der Rohe, Walter Gropius.
In America il Razionalismo viene identificato con lo Streamline
Lo Streamline Moderne fu spinto durante l'Esposizione Universale di Chicago (1933-1934 Century of Progress Exposition) del 1933. Pensata come la vetrina di una nuova vita moderna, la fiera cercò di essere di stimolo per l'economia duramente colpita  dalla Grande Depressione. Buona parte dei padiglioni espositivi furono disegnati da un gruppo di giovani architetti coerentemente all'estetica dell'Art Moderne: linee pulite, materiali sintetici, vibranti macchie di colore.
Fu l'Esposizione Universale di New York del 1939 (1939 New York World's Fair) che contribuì alla diffusione dello Streamline Moderne. Il tema dell'esposizione è il futuro, "The World of Tomorrow", con il motto “Dawn of a New Day” (l’alba di un nuovo giorno), con l’obiettivo di mostrare ai visitatori il “mondo di domani”. Una delle aree più impattanti dell'esposizione era la "Transportation Zone", nella quale dominava il gigantesco padiglione della General Motors disegnato da Norman Bel Geddes. Denominato “Futurama”, il padiglione conteneva il modello in larga scala di una futuristica città americana degli anni 60, caratterizzata da grattacieli visionari, da complesse ed articolate autostrade e da piattaforme di atterraggio per gli elicotteri.

## Caratteristiche
- Sviluppo orizzontale.
- Angoli arrotondati.
- Finestre ad angolo.
- Uso di vetrocemento.
- Uso di finestre oblò.
- Pareti lisce.
- Tetti piatti.
- Onde o linee disegnate sulle pareti.
- Colori tenui: predominio di colori tipo terra, bianco opaco, o beige, come base e colori scuri o metallici nelle decorazioni per contrastare.

Le distintive pareti bianche, i tetti piatti, le finestre allungate derivano dallo stile sviluppato dalla Bauhaus e ispirato dalla Villa Savoye a Poissy disegnata da Le Corbusier nel 1930.
Le forme dello streamline moderne, snelle e arrotondate si abbinano inoltre con nuovi materiali: bachelite, nylon, pelle sintetica, insieme al compensato impiallacciato e soprattutto all’acciaio cromato.

## I principali esponenti nel design
Raymond Loewy (famoso per aver disegnato la bottiglia della Coca-Cola), Donald Deskey, Henry Dreyfuss che disegnò la famosa locomotiva J3a del "20th Century Limited" che collegava New York and Los Angeles nei tardi anni 30, Brook Stevens, Norman Bel Geddes e Walter Dorwin Teague.

## I principali esponenti nell'architettura
William P. Kesling, Milton J. Black, S. Charles Lee, William Wurdeman e Welton Becket, Stanberry Balach, Stiles Clements, John Cooper, Robert V. Derrah, Marcus P. Miller e Jock Peters.

## Esempi in Architettura
- 1926: Aeroporto di Long Beach Main Terminal, Long Beach
- 1930: Strand Palace Hotel, Londra. Foyer progettato da Oliver Percy Bernard
- 1930–1934: Broadway Mansions, Shanghai, progettato da B. Flazer of Palmer and Turner
- 1931: The Eaton's Seventh Floor a Toronto, Canada, progettato da Jacques Carlu.
- 1931: Napier, Nuova Zelanda, ricostruita in stile Art Deco e Streamline Moderno dopo un terremoto.
- 1932: Luna Park di Buenos Aires (Argentina), palazzo per eventi sportivi e di spettacolo
- 1933: Ty Kodak, Quimper, Francia, progettato da Olier Mordrel.
- 1933: Southgate tube station, Londra
- 1933: Burnham Beeches a Sherbrooke, Victoria, Australia. Architetto Harry Norris.
- 1933: Merle Norman Building, Santa Monica (California)
- 1933: Midland Hotel, Morecambe, Regno Unito.
- 1933–1940: Interni del Museo delle Scienze di Chicago, progettati da Alfred Shaw
- 1934: Hotel Shangri-La, Santa Monica (California)
- 1935: Ford Building, Balboa Park, San Diego
- 1935: The De La Warr Pavilion, Bexhill-on-Sea, Regno Unito
- 1935: Pan Pacific Auditorium, Los Angeles
- 1935: Edificio Internacional de Capitalización, Città del Messico, Messico
- 1935: Interni della Lansdowne House, Londra.
- 1936: Lasipalatsi, a Helsinki, Finlandia.
- 1936: Florin Court, Londra, costruito da Guy Morgan and Partners.
- 1937: B and B Chemical Company, Cambridge (Massachusetts), costruito da Coolidge, Shepley, Bulfinch & Abbott.
- 1937: Belgium Pavilion, per l'Exposition Internationale, Parigi
- 1937: TAV Studios (Brenemen's Restaurant), Hollywood
- 1937: Hecht Company Warehouse, Washington
- 1937: Minerva (or Metro) Theatre e Minerva Building, Potts Point, New South Wales, Australia
- 1937: Bather's Building in the Aquatic Park Historic District, now the San Francisco Maritime National Historical Park Maritime Museum.
- 1937: Barnum Hall (High School auditorium), Santa Monica (California)
- 1937: J.W. Knapp Company Building (department store) Lansing (Michigan)
- 1937: Wan Chai Market, Wan Chai, Hong Kong
- 1937: River Oaks Shopping Center, Houston
- 1938: Mark Keppel High School, Alhambra, California
- 1938: Normandie building, Mar del Plata
- 1938: Edificio Fiat Tagliero, Asmara
- 1939: Bartlesville High School, Bartlesville, Oklahoma
- 1938: Danum House, Doncaster, Regno Unito.
- 1939: Coca-Cola Building, Los Angeles, California
- 1939: First Church of Deliverance, Chicago (Illinois)
- 1939: Marine Air Terminal, LaGuardia Airport, New York
- 1939: Road Island Diner, Oakley (Utah)
- 1939: New York World's Fair
- 1939: Cardozo Hotel, Ocean Drive, South Beach, Miami Beach (Florida)
- 1939 Royer Building Ephrata, PA
- 1940: Greyhound Bus Station, Ann Arbor, Michigan
- 1940: Jai Alai Building, Taft Avenue Manila, Filippine (demolito)
- 1940: Hollywood Palladium, Los Angeles, California
- 1940: Las Vegas Union Pacific Station, Las Vegas (Nevada)
- 1941: Avalon Hotel, Ocean Drive, South Beach, Miami Beach (Florida)
- 1942: Normandie Hotel a San Juan, Puerto Rico
- 1942: Mercantile National Bank Building, Dallas
- 1944: Huntridge Theater, Las Vegas (Nevada)
- 1946: Gerry Building, Los Angeles (California)
- 1946: Broadway Theatre, Saskatoon, Canada
- 1947: Sears Building, Santa Monica (California)
- 1948: Greyhound Bus Station, Cleveland
- 1949: Sault Memorial Gardens, Sault Ste. Marie, Ontario
- 1949: Varsity Theatre, Davis, California
- 1954: Teatro Municipal di Poitiers